# Nekrolog 1749
Nekrolog
◄◄
| ◄
| 1745
| 1746
| 1747
| 1748
| 1749 | 1750 | 1751 | 1752 | 1753 | ► | ►►
Weitere Ereignisse | Allgemeiner Nekrolog 1749
Die Beschreibung der verstorbenen Person sollte so kurz wie möglich gehalten sein und nur deren signifikante Tätigkeit(en) enthalten.
Neue Namen ggf. auch unter dem Geburts- und Sterbedatum, also etwa unter 1. Januar und im Geburts- und Sterbejahr (2024) eintragen (nur bei entsprechender großer Wichtigkeit). Für Beispiele siehe die schon vorhandenen Artikel.
Außerdem über die fünf zuletzt Verstorbenen, zu denen es einen ausreichend guten Artikel für eine Präsentation auf der Hauptseite gibt, nach der todesbedingten Überarbeitung der Artikel ggf. auch unter Wikipedia Diskussion:Hauptseite informieren und sie am besten auch in den anderen Wikipedia-Sprachversionen eintragen. Tipp: Regelmäßig bei news.google.de nach „ist tot“, „gestorben“ oder „verstorben“ suchen.
Wenn eine Person gestorben ist, gibt es viele Seiten zu dieser Person in der Wikipedia, die davon auch betroffen sind und entsprechend aktualisiert werden müssen. Beispiele: Namenübersichtsseite, Geburtsjahr, Geburtsort-Seiten und viele mehr.
Wie finde ich die betroffenen Seiten?
Im Suchfeld auf der linken Seite gibt man den Suchbegriff so ein: „Vorname Nachname“. Dann klickt man auf Volltext und alle Seiten mit entsprechendem Suchtext werden aufgerufen. Hier sieht man dann schnell, wo auch das Todesjahr Sinn macht oder sogar ein Teil des Artikels angepasst werden muss. Auch hilft das „Werkzeug“ auf der linken Seite sehr gut, um solche Seiten aufzufinden: „Links auf diese Seite“. Somit ist die Wikipedia wieder aktuell in allen Bereichen! Hinweis: bei Eintragung der Kategorie „Gestorben JAHR“ wird der Missbrauchsfilter 49 ausgelöst, was jedoch nicht schlimm ist. Siehe: Spezial:Missbrauchsfilter/49
Dies ist eine Liste von im Jahr 1749 verstorbenen bekannten Persönlichkeiten. Die Einträge erfolgen innerhalb der einzelnen Daten alphabetisch sortiert. Tiere sind im Nekrolog für Tiere zu finden.

## Januar
| Tag        | Name                                | Beruf, bekannt als | Alter | Beleg |
| ---------- | ----------------------------------- | --- | ----- | ----- |
| 1. Januar  | Henning Friedrich von Bassewitz     | Kaiserlich Römisch-Deutscher sowie Russischer Geheimer Rat und Herzoglich Holstein-Gottorpscher Geheimer Rats-Präsident und Oberhofmeister | 68    |       |
| 6. Januar  | Friedrich Ludwig zu Dohna-Carwinden | preußischer Generalfeldmarschall | 51    |       |
| 11. Januar | Jan Karel Kovář                     | Freskenmaler |       |       |
| 16. Januar | Oddo Scharz                         | Benediktinerpater, Kirchenrechtler und Hochschullehrer                                                                                     | 57    |       |
| 22. Januar | Gottfried Bessel                    | deutsch-österreichischer Benediktiner, Abt und Historiker                                                                                  | 76    |       |
| 26. Januar | Adrian Höynck                       | Abt des Klosters Wedinghausen | 47    |       |
| 28. Januar | Christian Ernst von Münchow         | preußischer Kammerpräsident | 77    |       |
| 30. Januar | Ernst Christoph von Manteuffel      | sächsischer Gesandter und Kabinettsminister                                                                                                |       |       |
| 31. Januar | Roger Morris                        | englischer Architekt | 53    |       |

## Februar
| Tag         | Name                              | Beruf, bekannt als                                                  | Alter | Beleg |
| ----------- | --------------------------------- | ------------------------------------------------------------------- | ----- | ----- |
| 1. Februar  | Françoise Marie de Bourbon        | durch Heirat Herzogin von Chartres und Orléans                      | 71    |       |
| 2. Februar  | Gottfried Wunderlich              | deutscher Maler                                                     |       |       |
| 3. Februar  | André Cardinal Destouches         | französischer Komponist des Spätbarock                              |       |       |
| 7. Februar  | Joseph Ruffini                    | Maler                                                               |       |       |
| 8. Februar  | Jan van Huysum                    | niederländischer Maler                                              | 66    |       |
| 9. Februar  | Anselm Franz von Ingelheim        | Würzburger Fürstbischof (1746–1749)                                 | 65    |       |
| 9. Februar  | Jean Liron                        | französischer Benediktiner, Historiker, Philologe und Romanist      | 83    |       |
| 12. Februar | Valentin Ernst Löscher            | lutherischer Theologe; Superintendent in Dresden                    | 75    |       |
| 17. Februar | Konrad Gottlieb Marquardt         | deutscher Mathematiker, Philosoph und Hochschullehrer               | 54    |       |
| 18. Februar | Willem Buys                       | niederländischer Politiker, holländischer Ratspensionär (1745–1746) | 87    |       |
| 22. Februar | Erich Volkmar von Berlepsch       | fürstlich-sächsischer Amtshauptmann in Weißenfels                   | 42    |       |
| 24. Februar | Joseph Heinrich von Braitenbücher | römisch-katholischer Weihbischof in Wien                            | 72    |       |
| 27. Februar | Daniel Cajanus                    | Riese                                                               |       |       |

## März
| Tag      | Name                            | Beruf, bekannt als                                      | Alter | Beleg |
| -------- | ------------------------------- | ------------------------------------------------------- | ----- | ----- |
| 2. März  | Johann Friedrich Rock           | deutscher Pietist und Mystiker                          | 70    |       |
| 6. März  | Moritz Bodenehr                 | deutscher Kupferstecher                                 | 83    |       |
| 8. März  | Nicolas Fréret                  | französischer Gelehrter                                 | 61    |       |
| 12. März | Stephan Wilhelm Kinsky          | österreichischer Diplomat                               | 69    |       |
| 12. März | Alessandro Magnasco             | italienischer Maler                                     | 82    |       |
| 14. März | Leopold Kurzhammer              | deutscher Bildhauer                                     | 66    |       |
| 15. März | Eberhard Gutsleff der Jüngere   | deutschbaltischer Theologe                              |       |       |
| 15. März | Alexander Iwanowitsch Rumjanzew | russischer General                                      |       |       |
| 22. März | Joachim Hinrich Dreyer          | deutscher Jurist und Ratssekretär der Hansestadt Lübeck | 37    |       |
| 23. März | Johann Georg Gottschald         | deutscher Unternehmer und Hammerherr                    |       |       |
| 31. März | Johann Heel                     | deutscher Maler                                         | 63    |       |

## April
| Tag       | Name                           | Beruf, bekannt als                                                                            | Alter | Beleg |
| --------- | ------------------------------ | --------------------------------------------------------------------------------------------- | ----- | ----- |
| 10. April | Tommaso Aceti                  | italienischer römisch-katholischer Bischof                                                    | 61    |       |
| 10. April | Gottfried Anshelm von Lindenau | deutscher Rittergutsbesitzer                                                                  | 55    |       |
| 11. April | Johann Philipp Wolff           | deutscher Mediziner, Arzt in Schweinfurt und Leibarzt des Grafen von Schloss Rüdenhausen      | 43    |       |
| 14. April | Balthasar Denner               | deutscher Maler                                                                               | 63    |       |
| 20. April | Maurus Bächl                   | deutscher Benediktiner aus dem Kloster Frauenzell und Abt des Benediktinerklosters Weltenburg | 81    |       |
| 21. April | Johann Georg Puschner          | deutscher Astronom und Kupferstecher                                                          |       |       |
| 22. April | Franz Xaver Horneis            | deutscher Stuckateur der Barockzeit                                                           |       |       |
| 23. April | Johann Siegmund Kirchmayer     | deutscher evangelischer Geistlicher und Hochschullehrer                                       | 75    |       |
| 27. April | Mechitar von Sebasteia         | armenisch-apostolischer Geistlicher                                                           | 73    |       |
| 29. April | Johann Philipp Böhm            | deutscher reformierter Pfarrer                                                                |       |       |
| 30. April | Hermann Heinrich Pagendarm     | deutscher evangelisch-lutherischer Geistlicher und Ostasien-Reisender                         | 74    |       |
| April     | Johannes Ulrich Bavier         | Schweizer reformierter Pfarrer                                                                | 80    |       |
| April     | Johann Kaspar Bosselmann       | Bürgermeister von Elberfeld                                                                   |       |       |
| April     | Cölestin Vogler                | Fürstabt des Klosters St. Blasien (1747 bis 1749)                                             |       |       |

## Mai
| Tag     | Name                                   | Beruf, bekannt als                                                 | Alter | Beleg |
| ------- | -------------------------------------- | ------------------------------------------------------------------ | ----- | ----- |
| 7. Mai  | Benedikt Gottlieb Clauswitz            | deutscher lutherischer Theologe und Geistlicher                    | 56    |       |
| 9. Mai  | Salomo Heinrich Vestring               | deutsch-estnischer Theologe und Literat                            |       |       |
| 10. Mai | Johann Samuel Ehrmann                  | markgräflicher Hofkapellmeister und Musikdirektor                  | 52    |       |
| 13. Mai | Johann Lorenz Fleischer                | deutscher Jurist                                                   | 60    |       |
| 18. Mai | Ludwig Alexander von Wurmb             | preußischer Oberst und Chef des Husaren-Regiments Nr. 2            | 63    |       |
| 20. Mai | Adil Schah                             | Schah von Persien                                                  |       |       |
| 21. Mai | Adam Heinrich Bose                     | königlich-polnischer Infanteriegeneral, Gouverneur von Wittenberg  | 82    |       |
| 23. Mai | Nicolaus Stampeel                      | deutscher Jurist, Archivar, Ratsherr und Bürgermeister von Hamburg | 75    |       |
| 23. Mai | Joachim Wagner                         | deutscher Orgelbauer                                               | 59    |       |
| 24. Mai | Abraham ben Abraham                    | polnischer Aristokrat, vom Katholizismus zum Judentum übergetreten |       |       |
| 24. Mai | Georg Wilhelm Neunhertz                | deutscher Barockmaler                                              |       |       |
| 26. Mai | Johann Georg Fincke                    | deutscher Orgelbauer des thüringischen Barock                      |       |       |
| 27. Mai | Maria Caroline Charlotte von Ingenheim | bayerische Hofdame, Geliebte von Kurfürst Karl Albrecht von Bayern | 44    |       |
| 28. Mai | Pierre Subleyras                       | französischer Maler                                                | 49    |       |
| 30. Mai | Sophie Charlotte von Hessen-Kassel     | Herzogin zu Mecklenburg-Schwerin                                   | 70    |       |

## Juni
| Tag      | Name                                     | Beruf, bekannt als                                 | Alter | Beleg |
| -------- | ---------------------------------------- | -------------------------------------------------- | ----- | ----- |
| 4. Juni  | Friedrich August von Harrach-Rohrau      | böhmischer Gesandter                               | 52    |       |
| 5. Juni  | Johann Christian Götze                   | deutscher Kaplan und Bibliothekar                  | 56    |       |
| 8. Juni  | Joachim Rump                             | Kaufmann und Ratsherr der Hansestadt Lübeck        | 63    |       |
| 10. Juni | Rip Van Dam                              | Gouverneur der englischen Kolonie New York         |       |       |
| 11. Juni | Johann Bernhard Bach der Ältere          | deutscher Komponist, Sohn von Johann Aegidius Bach | 73    |       |
| 13. Juni | Jan Frans van Bloemen                    | flämischer Landschaftsmaler                        | 87    |       |
| 13. Juni | Balthasar Nick                           | Baumeister des Barock                              |       |       |
| 14. Juni | Jean Henri Huguetan Graf von Gyldensteen | französischer Bankier in Dänemark                  | 82    |       |
| 14. Juni | John Norris                              | britischer Marineoffizier                          |       |       |
| 16. Juni | Johann Baptist von Ruffini               | Salzkaufmann in Bayern                             |       |       |
| 21. Juni | Maria Renata Singer von Mossau           | deutsche Nonne                                     | 69    |       |
| 23. Juni | Johann Friedrich zu Castell-Rüdenhausen  | deutscher Graf und Landesherr                      | 74    |       |
| 24. Juni | Joachim Negelein                         | deutscher lutherischer Theologe                    | 73    |       |

## Juli
| Tag      | Name                                         | Beruf, bekannt als                                                             | Alter | Beleg |
| -------- | -------------------------------------------- | ------------------------------------------------------------------------------ | ----- | ----- |
| 1. Juli  | William Jones                                | walisischer Mathematiker                                                       |       |       |
| 5. Juli  | John Montagu, 2. Duke of Montagu             | britischer Peer                                                                | 59    |       |
| 9. Juli  | Wilhelm Alexander von Dohna-Schlodien        | königlich preußischer Generalleutnant                                          | 54    |       |
| 11. Juli | Johann Christian Engelschall                 | Pfarrer und Chronist                                                           | 74    |       |
| 12. Juli | Charles de la Boische                        | französischer Seeoffizier und Gouverneur von Neufrankreich (1726–1746)         |       |       |
| 15. Juli | Johann Michael Funcke                        | deutscher Buchdrucker und Verleger                                             | 70    |       |
| 17. Juli | Samuel Henzi                                 | Schweizer Schriftsteller, Politiker und Revolutionär                           |       |       |
| 19. Juli | Armand I. Gaston Maximilien de Rohan-Soubise | französischer Politiker und Kirchenfürst                                       | 75    |       |
| 20. Juli | Johann Friedrich Eberlein                    | deutscher Bildhauer und Modelleur an der Porzellanmanufaktur Meißen            |       |       |
| 24. Juli | Carl Friedrich von Zocha                     | Obristbaudirektor, Geheimrat und Minister des Markgraftums Brandenburg-Ansbach | 66    |       |
| 27. Juli | John Sergeant                                | Engländer, Missionar in Stockbridge in Massachusetts                           |       |       |

## August
| Tag        | Name                         | Beruf, bekannt als                                                    | Alter | Beleg |
| ---------- | ---------------------------- | --------------------------------------------------------------------- | ----- | ----- |
| 4. August  | Johann Elias Greifenhahn     | deutscher Hochschullehrer                                             |       |       |
| 7. August  | Daniel Gottlieb Treu         | deutscher Kapellmeister und Komponist                                 |       |       |
| 13. August | Johann Elias Schlegel        | deutscher Dichter, Jurist und Dichtungstheoretiker                    | 30    |       |
| 20. August | Raniero Felice Simonetti     | italienischer Kardinal                                                | 73    |       |
| 21. August | Henning Alexander von Kleist | preußischer Generalfeldmarschall                                      |       |       |
| 23. August | Justus Henning Böhmer        | deutscher Rechtswissenschaftler, Kirchenrechtsgelehrter, Geheimer Rat | 75    |       |
| 25. August | Anton Passauer               | Anführer des bayerischen Volksaufstandes 1705                         |       |       |
| 29. August | Matej Bel                    | ungarischer Theologe, Autor, Chronist                                 | 65    |       |

## September
| Tag           | Name                                    | Beruf, bekannt als                                                          | Alter | Beleg |
| ------------- | --------------------------------------- | --------------------------------------------------------------------------- | ----- | ----- |
| 1. September  | Joseph de Gallifet                      | französischer katholischer Geistlicher                                      | 86    |       |
| 2. September  | Johann Christoph Rose                   | deutscher Glockengießer                                                     |       |       |
| 7. September  | Johann Jacob Heidegger                  | Schweizer Impresario                                                        | 83    |       |
| 10. September | Émilie du Châtelet                      | französische Mathematikerin, Physikerin und Philosophin                     | 42    |       |
| 12. September | Lukas Kern                              | Schiffsmeister, Wirt und Wohltäter                                          | 67    |       |
| 17. September | Johann Georg Liebknecht                 | deutscher Mathematiker und Theologe, Professor der Theologie und Mathematik | 70    |       |
| 17. September | Johann Friedrich Penther                | deutscher Baumeister und Architekturtheoretiker                             | 56    |       |
| 19. September | Bernhard Julius Dedekind                | Goldschmied, Münzschneider und Medailleur                                   |       |       |
| 19. September | Johann Friedrich Menz                   | deutscher Philosoph, Literaturwissenschaftler und Physiker                  | 75    |       |
| 28. September | Christian von Schwarzburg-Sondershausen | Fürst von Schwarzburg-Sondershausen                                         | 49    |       |

## Oktober
| Tag         | Name                                    | Beruf, bekannt als                                                                                            | Alter | Beleg |
| ----------- | --------------------------------------- | --- | ----- | ----- |
| 1. Oktober  | Abraham Bedros I. Ardzivian             | Patriarch von Kilikien der Armenisch-katholischen Kirche                                                      |       |       |
| 3. Oktober  | Barthold Bauert                         | deutscher Kaufmann und Ratsherr der Hansestadt Lübeck                                                         |       |       |
| 4. Oktober  | Franz von der Trenck                    | österreichischer Offizier und Freischärler                                                                    | 38    |       |
| 9. Oktober  | Luís da Cunha                           | portugiesischer Diplomat                                                                                      | 87    |       |
| 10. Oktober | Jost Christian zu Stolberg-Roßla junior | Hochadeliger, der zunächst im Militärdienst der Kaiserin von Russland und danach des Königs von Preußen stand | 27    |       |
| 15. Oktober | Ernst Casimir zu Ysenburg und Büdingen  | Regent und Verkünder des Toleranzediktes (1712)                                                               | 62    |       |
| 19. Oktober | William Ged                             | schottischer Erfinder                                                                                         |       |       |
| 26. Oktober | Louis-Nicolas Clérambault               | französischer Violinist und Komponist des Barock                                                              | 72    |       |
| 29. Oktober | Lothar Franz Knebel von Katzenelnbogen  | Generalvikar und Statthalter in Worms                                                                         | 49    |       |

## November
| Tag          | Name                                       | Beruf, bekannt als                                                                          | Alter | Beleg |
| ------------ | ------------------------------------------ | ------------------------------------------------------------------------------------------- | ----- | ----- |
| 1. November  | Frederick Conrad von Holstein-Holsteinborg | königlich dänischer Generalleutnant und Lehnsgraf von Holsteinborg                          | 44    |       |
| 2. November  | Joseph Franz Adolph                        | mährischer Tiermaler                                                                        |       |       |
| 3. November  | Benedikt Wülberz                           | deutscher Benediktiner und Theologe und Abt                                                 | 52    |       |
| 8. November  | Egidius Ehrentreich von Sydow              | preußischer General der Infanterie, Kommandant von Berlin, Amtshauptmann von Giebichenstein |       |       |
| 9. November  | Gaspar da Costa                            | timoresischer Anführer der Topasse                                                          |       |       |
| 9. November  | Johan August Meijerfeldt der Ältere        | schwedischer Politiker, Generalgouverneur in Schwedisch-Pommern                             |       |       |
| 10. November | Augustin Grischow                          | deutscher Mathematiker und Meteorologe                                                      | 65    |       |
| 11. November | Friedrich Wilhelm II.                      | Herzog von Schleswig-Holstein-Sonderburg-Beck                                               | 62    |       |
| 14. November | Maruyama Gondazaemon                       | dritter Yokozuna im japanischen Sumōringen                                                  | 35    |       |
| 14. November | Sebastian Stumpfegger                      | Salzburger Steinmetz                                                                        |       |       |
| 15. November | Christopher Packe                          | britischer Geologe                                                                          | 63    |       |
| 15. November | Johann Christoph Wiegleb                   | deutscher Orgelbauer des Barock                                                             | 59    |       |
| 16. November | Joseph Wilhelm von Fugger-Glött            | Domherr in Köln                                                                             | 66    |       |
| 17. November | Johann Georg Döhler                        | deutscher Jurist                                                                            | 82    |       |
| 19. November | Carl Heinrich Biber                        | deutscher Violinist, Komponist und Kapellmeister                                            | 68    |       |
| 20. November | Beat Ludwig von Muralt                     | Schweizer Schriftsteller und Aufklärer                                                      | 84    |       |
| 21. November | Johann Berenberg                           | deutscher Kaufmann und Genealoge                                                            | 75    |       |
| 27. November | Gottfried Heinrich Stölzel                 | deutscher Komponist und Musiktheoretiker des Barock                                         | 59    |       |
| 29. November | Ernst II. Leopold                          | Landgraf von Hessen-Rotenburg                                                               | 65    |       |

## Dezember
| Tag          | Name                                               | Beruf, bekannt als                                         | Alter | Beleg |
| ------------ | -------------------------------------------------- | ---------------------------------------------------------- | ----- | ----- |
| 1. Dezember  | Maximilian Trumler                                 | italienischer Steinmetzmeister des Barock                  | 44    |       |
| 4. Dezember  | Claudine Guérin de Tencin                          | französische Salonière                                     | 67    |       |
| 5. Dezember  | Pierre Gaultier de Varennes, sieur de La Vérendrye | kanadischer Offizier, Pelzhändler und Entdecker            | 64    |       |
| 11. Dezember | Samuel von Marschall                               | Minister                                                   | 66    |       |
| 19. Dezember | Francesco Antonio Bonporti                         | italienischer Priester, Violinist und Komponist des Barock | 77    |       |
| 20. Dezember | Lorenz Schmidt                                     | deutscher Theologe                                         | 47    |       |
| 20. Dezember | Isaak Steiger                                      | Schultheiss von Bern                                       | 80    |       |
| 22. Dezember | Jean Haussard                                      | französischer Zeichner und Kupferstecher                   |       |       |
| 22. Dezember | Johann Balthasar Reimann                           | deutscher Kantor, Organist und Komponist                   | 47    |       |
| 25. Dezember | John Lindsay, 20. Earl of Crawford                 | britischer Adliger und Offizier                            | 47    |       |
| 26. Dezember | Johann Wilhelm Zollmann                            | deutscher Kartograf und Geodät                             | 52    |       |
| 28. Dezember | Francesco Girolamo Bona                            | Geistlicher, Kurienerzbischof                              | 62    |       |
| Dezember     | Mark Catesby                                       | englischer Naturhistoriker                                 | 66    |       |

## Datum unbekannt
| Tag | Name                                            | Beruf, bekannt als                                       | Alter | Beleg |
| --- | ----------------------------------------------- | -------------------------------------------------------- | ----- | ----- |
|     | Ebrāhim Schah Afschār                           | Schah von Persien                                        |       |       |
|     | Martin Augsthaler                               | deutscher Kleriker und Domherr                           |       |       |
|     | Elisabeth Catharina von Barckhaus               | Frankfurter Bürgersfrau und Stifterin                    |       |       |
|     | Franz Anton Beer                                | österreichischer Architekt                               |       |       |
|     | Jakob Bierbrauer                                | deutscher Geistlicher und Bergrat                        |       |       |
|     | Wilhelm von Carnap                              | Bürgermeister von Elberfeld                              |       |       |
|     | Johann Ernst Galliard                           | deutscher Komponist und Oboist                           |       |       |
|     | Johann Georg von Geismar                        | thüringisch-sächsischer Hofbeamter und Staatsmann        |       |       |
|     | Michael Gottlieb Hansch                         | deutscher Philosoph, Theologe und Mathematiker           |       |       |
|     | Guillaume d’Hauberat                            | französischer Architekt                                  |       |       |
|     | Franz Ketterer                                  | deutscher Uhrmacher                                      |       |       |
|     | Johann Christoph Ferdinand Graf von Mallenthein | österreichischer Adeliger und Textilunternehmer          |       |       |
|     | Peter Monamy                                    | britischer Maler                                         |       |       |
|     | Antoine Rivet de La Grange                      | französischer Benediktiner und Literarhistoriker         |       |       |
|     | Michael Christoph Siricius                      | deutscher Sekretär des Hansekontors in Bergen (Norwegen) |       |       |
|     | Jonathan Sisson                                 | englischer Optiker und Messinstrumentenbauer             |       |       |
|     | Inta Som                                        | König des Königreichs Luang Phrabang                     |       |       |
|     | Carl Adam von Stackelberg                       | schwedischer Freiherr und General der schwedischen Armee |       |       |
|     | Nikolaus Gottfried Stuber                       | deutscher Maler des Barock                               |       |       |